# Notations delta en sciences
 (octobre 2014).
Si vous disposez d'ouvrages ou d'articles de référence ou si vous connaissez des sites web de qualité traitant du thème abordé ici, merci de compléter l'article en donnant les références utiles à sa vérifiabilité et en les liant à la section « Notes et références ».
Cette page contient des caractères spéciaux ou non latins. S’ils s’affichent mal (▯, ?, etc.), consultez la page d’aide Unicode.
Les symboles {\displaystyle \Delta } (lettre delta majuscule), d (lettre d minuscule), {\displaystyle \delta } (lettre delta minuscule) et {\displaystyle \partial } (symbole d rond) sont très utilisés en sciences. Ils correspondent à une même notion de variation entre deux points, et plus particulièrement à la notion de différentielle.  Cet article tente de résumer le rôle de chacune de ces notations et leurs différences. On rencontre également la lettre majuscule grecque delta dans plusieurs autres situations en sciences (voir l'article spécifique).

## Δ (delta majuscule)
La lettre Δ (delta majuscule de l'alphabet grec) correspond à une variation au sens le plus général, c'est-à-dire à une différence entre deux quantités. Par exemple, si on mesure la taille (la hauteur H en cm) d'un enfant à deux âges différents, on pourrait constater qu'il est passé de 120 cm à 140 cm. On noterait alors : ΔH = 20 cm (l'unité est évidemment la même que celle des grandeurs comparées).
Par convention, le symbole Δ (la lettre grecque delta majuscule) représente ce type d'écart dit global. Par exemple, en mathématiques, on noterait, pour une fonction f(x), que Δf = f(b) − f(a), de sorte que Δf quantifie un écart entre deux valeurs de la fonction f, prise aux points b et a respectivement. On définit alors souvent la notion de taux d'accroissement à partir de cet écart global : {\textstyle \mathrm {T} ={\frac {f(b)-f(a)}{b-a}}} que l'on peut également noter : {\textstyle {\mathrm {T} ={\frac {\Delta f}{\Delta x}}}}. Ce taux est sans unité (si f(x) et x ont la même unité) ; il s'agit d'une « pente moyenne », qui est d'ailleurs utilisée comme telle dans certains cas pratiques. Par exemple, sur les routes, c'est la valeur en pourcentage indiquée sur les panneaux annonçant une côte (ou une descente) particulièrement marquée (le pourcentage est égal à la variation de l'altitude pour une longueur horizontale parcourue donnée).

## d (lettre d minuscule)
Une grandeur ne varie pas forcément à un rythme constant. Par exemple, un enfant grandit de moins en moins vite, puis sa taille se stabilise. De même, la pente d'une route n'est pas constante : il y a, le long d'un trajet, une succession de côtes, de descentes et de plats ; par ailleurs, une pente peut comporter en réalité différentes portions plus ou moins pentues, etc. 
La lettre d minuscule représente une petite variation, sur un court instant ou entre deux points proches. Il s'agit donc toujours d'exprimer un écart, ou une différence, ou une variation, mais cette fois de façon locale et non plus globale. L'échelle locale dépend de l'échelle globale : pour une ville d'un kilomètre de circonférence, une distance de 200 m est certainement plutôt un écart d'échelle globale, mais si on considère la Terre (rayon = 6 400 km), cette même distance est très petite et de l'ordre de l'échelle locale.
Si on considère par exemple une fonction f appliquée à une variable x, si on souhaite expliciter une pente locale (c'est-à-dire un taux d'accroissement localisé), il ne faut pas considérer une variation Δx quelconque mais la prendre « la plus petite possible », ce qui en mathématiques revient à faire tendre cette variation vers zéro (voir aussi la notion de limite et de dérivée). On dit alors que dx est un infinitésimal : l'écart qu'il représente est très petit par rapport à l'échelle du problème, et, idéalement, infiniment petit.
Cette notion de variation locale a également des applications concrètes. Physiquement, elle dépend beaucoup du contexte. Dans l'exemple précédent du code de la route, la pente indiquée par les panneaux routiers correspond en fait à la pente des prochains mètres, et non à la variation de l'altitude sur tout le trajet. Cette information, rapportée à l'échelle de longueur du trajet tout entier, est donc considérée comme locale.
Pour indiquer cette notion de « petite variation » ou de « variation infinitésimale », on modifie la notation en utilisant d au lieu de Δ. Le choix de l'une ou l'autre des deux notations dépend uniquement du ratio d'échelles (échelle du problème ou échelle de la variation). Ainsi, pour définir la vitesse, prenons un trajet d'une heure (on note Δt = 1 h) entre deux villes distantes de ΔL = 50 km. La vitesse moyenne (écart global de distance sur écart global de temps) aura été de ΔL/Δt = 50 km/h, qu'on pourrait noter Vmoyenne. Localement, toutefois, la vitesse n'aura pas nécessairement été constante : tout au long du trajet, le véhicule a accéléré et ralenti. On peut alors s'intéresser à la vitesse « instantanée » (à un instant précis du trajet), c'est-à-dire pendant un « très court moment » : sur cet « écart infinitésimal » de temps, la vitesse pouvait être de 60 km/h au compteur, soit 1 km/min (environ 17 m/s). On noterait alors : dL/dt = 17 m/s = 60 km/h = Vinstantanée. Cette information différente n'est valable que localement, autour du point considéré pour effectuer le calcul.

## ∂ (symbole d rond)
Une grandeur ne dépend pas nécessairement que d'une seule variable. Pour une grandeur multi-paramétrée, le symbole ∂ (prononcé « d rond ») représente une variation infinitésimale au sens du d, mais permet de souligner qu'il ne s'agit que d'une variation partielle, c'est-à-dire engendrée par la variation d'une seule des variables dont dépend la grandeur étudiée. En mathématiques, on associe à cette notation la notion de dérivée partielle. On pourra toujours par la suite s'intéresser à la dérivée totale, c'est-à-dire à la variation de la grandeur étudiée lorsque toutes les variables dont elle dépend connaissent une variation infinitésimale.
Prenons par exemple un récipient contenant de l'eau, et exposé au soleil. Admettons qu'il perd par évaporation E = 10 mL/min. Toutefois, on le remplit en même temps à un débit de A = 30 mL/min. Le volume total dépend donc de deux variables, l'évaporation et l'ajout d'eau — qui ici varient à un rythme connu et constant, mais ce n'est pas toujours le cas. Le volume total d'eau V en fonction du temps t (« au cours du temps ») s'exprime mathématiquement par la relation : V = 30t − 10t = (A − E)t. Puisque les débits sont exprimés pour une minute, raisonnons sur cet intervalle de temps : en une minute, le débit équivalent D est donné par la relation : D = A − E = 30 − 10 = 20 mL/min. Somme toute, ici, D ne varie pas en fonction du temps.
Si maintenant, les débits d'évaporation (E) et d'ajout (A) ne sont plus constants, mais varient au cours du temps, alors le débit équivalent va dorénavant nécessairement varier au cours du temps. Par exemple, si A augmente de 1 mL/min tandis que E reste constant, alors D augmentera de  1 mL/min. On note alors ∂D/∂A = 1, car l'augmentation de D est égale à l'augmentation de A, ce qui se note dD = 1·dA = (∂D/∂A)·dA. Dans cette dernière écriture, le facteur 1 représente bien ∂D/∂A. De même, si c'est cette fois E qui augmente de  1 mL/min tandis que A reste constant, alors D diminue de 1 mL/min (parce que E est une perte par évaporation). On noterait alors : ∂D/∂E = −1 et dD = −1·dE. On a ici défini des variations partielles de D : variations de D selon la variation de A, d'une part, et selon la variation de E, d'autre part.
Si maintenant, A et E varient tous deux en même temps sur un tout petit instant, la variation totale de D (toujours notée dD, d droit car totale) est évidemment la somme des deux effets :

La notation ∂D signale une variation infinitésimale et partielle de la fonction D, engendrée par l'évolution d'une seule des variables dont dépend D. On la distinguera bien de la notation dD qui représente la variation infinitésimale totale de D, engendrée par toutes les évolutions partielles.
Si la différentielle dD peut se manipuler seule comme ci-dessus, cela n'est plus possible pour la différentielle partielle ∂. Elle se présente toujours sous la forme d'un rapport de deux termes (par exemple ∂D/∂A) : ce n'est toutefois pas à proprement parler une fraction, puisqu'on ne peut en séparer les deux éléments. On ne peut pas non plus « simplifier par 1/∂A » dans une équation. Rappelons qu'il existe autant de dérivées partielles ∂D que de variables pour D. La notation ∂D seule n'aurait donc aucun sens.
Le symbole ∂ est aussi utilisé pour désigner le sous-différentiel d'une fonction convexe (∂f(x) est alors un ensemble) ou de fonctions non différentiables dans le sens usuel.

## δ (delta minuscule)
Une variation peut s'étudier comme résultant de l'accumulation successive de plusieurs petits apports. Chacun de ces apports n'est pas considéré comme une variation à proprement parler, mais comme une quantité élémentaire. On utilise la lettre grecque delta minuscule ({\displaystyle \delta }) pour indiquer une telle petite quantité n'étant pas une variation. Cependant, la variation ({\displaystyle \Delta }, {\displaystyle d} ou {\displaystyle \partial }) d'une grandeur peut dépendre de cet apport {\displaystyle \delta }.
Par exemple, considérons un compte bancaire sur lequel sont effectués plusieurs petits prélèvements P d'argent (petits par rapport au total de tout ce qui sera prélevé). Si P vaut 10 euros, on peut noter cette quantité {\displaystyle \delta P=10}. Cette quantité est simplement une valeur numérique qui ne correspond pas à un écart entre deux sommes d'argent, à un gain ni à une perte. Le compte subit maintenant une variation de valeur {\displaystyle -\delta P} (retrait de la quantité numérique 10 euros), si bien qu'on peut maintenant parler de la variation du montant total T du compte. Pour autant, le montant {\displaystyle \delta P} n'est pas, lui, une variation (un billet de 10 euros a la valeur qu'il a, c'est une quantité, pas une variation). Si on voyait les comptes (débité et destinataire) comme deux récipients reliés par un tuyau, on pourrait parler de la variation de niveau d'un des récipients. Mais on ne parlerait pas de variation de niveau d'eau dans le tuyau. L'eau y circule mais le tuyau est toujours plein. C'est aussi le cas de notre {\displaystyle \delta P} : c'est une quantité créée ou déplacée, pas une variation en tant que telle. L'introduction de la notation {\displaystyle \delta } correspond donc essentiellement à un besoin de distinction sémantique entre variation et amplitude d'une variation.
On retrouve souvent cette distinction en physique. Par exemple, considérons le travail d'une force F sur un petit déplacement dL : on note {\displaystyle \delta W} un travail élémentaire sur un court déplacement et on a la relation {\displaystyle \delta W=F\cdot dL} — on fait généralement le bilan énergétique d'un système, dont on étudie par exemple l'évolution de l'énergie interne. Ce travail élémentaire étant « hors système », {\displaystyle \delta W} n'est pas la variation d'une grandeur mais un prélèvement ou un dépôt élémentaire d'énergie. C'est une manière de voir les choses, car on pourrait dans un autre contexte décider de s'intéresser à une fonction f représentant l'énergie totale apportée par le travail de cette force F : on noterait alors df comme précédemment. De façon générale, pour le travail d'une force, on n'écrit pas {\displaystyle \Delta W} mais W : on ne le voit pas comme la variation d'une grandeur mais comme une quantité d'énergie. Et {\displaystyle \delta W} est donc un des apports élémentaires en cours de route, une partie de la quantité totale.

## Résumé
L'usage des notations delta se rapporte à chaque fois à l'expression soit d'une variation, soit d'une petite quantité locale ou élémentaire. Ceci peut se faire à grande ou petite échelle (variation et quantité infinitésimales), et une ou plusieurs variables peuvent intervenir dans la détermination des variations d'une grandeur. Les différentes notations utilisées permettent de garder à l'esprit ce que représentent dans un certain contexte ces différents éléments : considère-t-on une variation ? Partielle ou totale, globale ou locale ? Ou bien une quantité élémentaire ?
| Notation                  | Signification              |
| ------------------------- | -------------------------- |
| {\displaystyle \Delta }   | variation totale globale   |
| {\displaystyle d}         | variation totale locale    |
| {\displaystyle \partial } | variation partielle locale |
| {\displaystyle \delta }   | quantité élémentaire       |